# 戴維斯 (加利福尼亞州)
戴維斯 (英語：Davis) 是美國加利福尼亞州優洛郡的一座城市，也是組成沙加緬度－羅斯維爾都會統計區的一員。根據美國人口普查局的預估，2010年時戴維斯的市內人口為6萬5622人(2000年時為6萬0308人)，這個數據不包括居住在戴維斯加大 (UC Davis) 校區內的人口：根據2010年人口普查約有5786人。戴維斯是優洛郡在人口上的最大城市，並為加州第122大城市。
戴維斯較為人所知的地方有：政治傾向自由派，擁有許多腳踏車和遍及全市的腳踏車道，以及是戴維斯加利福尼亞大學的所在城市。2006年，在一項依擁有研究生以上學歷居民数與居民总数比例的排名上，戴維斯被CNN Money 雜誌列為美國教育程度第二高的城市，僅次於維吉尼亞州阿靈頓
。

## 歷史
戴維斯是以南太平洋鐵路於1868年興建的火車車站為中心而成長的城鎮。當時這個城鎮的名稱是「Davisville」，依當地著名農夫Jerome C. Davis為名，但1907年Davisville郵局在郵政業務上把名稱縮短為「Davis」，之後成為最常用名，1917年3月28日便以「Davis」正式命名這個城市。
自最初創立時的農業城鎮開始，戴維斯就以它對加州農業和畜牧業的貢獻而著名。在1905年加州州議會通過〈大學農场法案〉 (University Farm Bill) 後，州長George Pardee在50個候選地點中選擇了將加利福尼亞大學的大學農场設立在戴維斯，並於1908年開始招收學生。大學農场於1922年更名為農學院北分校 (Northern Branch of the College of Agriculture)，之後於1959年獨立成為加利福尼亞大學的第七個校區，即戴維斯加利福尼亞大學 (University of California, Davis)。除了農林領域外，戴維斯加利福尼亞大學也以對生物科技、醫藥、法律、经济学、数理学科、工程、艺术和社会科學的貢獻而聞名。